# Ilam (provins)
Ilam (persiska ايلام, kurdiska: ئیلام, Îlam) är en provins i västra Iran. Den gränsar till Irak i väster och hade 580 158 invånare 2016, på en yta av 20 132 km². Administrativ huvudort är staden Ilam.
Namnet Ilam kommer från det historiska riket Elam som hade en stark påverkan på det persiska akemeniderriket.
Majoriteten av provinsens invånare är kurder och talar sydkurdiska som modersmål.

## Administrativ indelning
Provinsen Ilam var vid folkräkningen 2016 indelad i 10 delprovinser (shahrestan), i sin tur indelade på ytterligare administrativa nivåer.
- Abdanan
- Badreh
- Chardavol
- Darreh Shahr
- Dehloran
- Eyvan
- Ilam
- Malekshahi
- Mehran
- Sirvan